# Blaubandbärbling
Der Blaubandbärbling (Pseudorasbora parva) ist eine Fischart aus der Familie der Karpfenfische (Cyprinidae). Sie stammt ursprünglich aus Asien, wurde aber in vielen Regionen Asiens und Europas vom Menschen eingebracht.

## Merkmale
Bei dem Blaubandbärbling handelt es sich um kleine (bis 95 mm Gesamtlänge, im Schnitt 30 bis 75 mm) weichflossige Fische, die den Gründlingen (Gobio) ähnlich sind. Unüblich für die Familie ist, dass bei den Blaubandbärblingen im Schnitt die Männchen größer sind als die Weibchen. Die Körperhöhe beträgt etwa ein Viertel der Länge. Der Körper ist recht schlank gehalten und torpedoförmig. Insgesamt sind die morphologischen Merkmale sehr variabel. Je nach Herkunft der Tiere ist nicht nur die Färbung, sondern zum Beispiel auch die Flossenform sehr unterschiedlich. Die Grundfärbung der in Europa angetroffenen Individuen ist ein grünliches Grau. Hinter dem Rücken geht dieses ins Bräunliche über. Der untere Körperbereich, also die Flanken unterhalb der Seitenlinie, sowie der Kiemendeckel sind silbrig glänzend. Dieser Glanz ist bei den Jungfischen sehr auffällig und ausgeprägt, verliert sich aber mit steigendem Alter der Fische und wird dann immer dunkler. Die Tiere wirken oft regelmäßig gefleckt. Dies kommt von den dunklen Flecken am Hinterrand der relativ großen Schuppen. Bei einigen Tieren können – je nach Lichteinfall – diese in einen dunklen Schuppenrand ausgezogen sein, sodass eine netzartige Zeichnung, ähnlich wie bei Guppys (Poecilia reticulata), entsteht. Die Seitenlinie verläuft vom Maul bis zur Mitte des Schwanzflossenansatzes nahezu gerade und durchgehend in der Körpermitte entlang. Sie ist in der Regel recht breit und dunkel. Am deutlichsten tritt sie bei Jungfischen und Weibchen auf. Bei den Männchen kann sie gänzlich zurücktreten. Die Flossen sind meist durchscheinend bis gelblichweiß oder etwas dunkler getönt. Die Rückenflosse weist oft ein breites, diffuses und quer zu den Flossenstrahlen verlaufendes Band auf. Zur Laichzeit kann sich die Körperfärbung vor allem der Männchen von der gewöhnlichen unterscheiden. Auch Laichausschlag wurde beobachtet. Der Kopf und die Kiemendeckel sind oft violett bis rötlichblau bei den männlichen Tieren und schwefelgelb bei den Weibchen. Auch hier kann es große Unterschiede je nach Unterart geben.
Die Afterflosse hat 5 oder 6 (selten auch 7) Strahlen und beginnt erst hinter dem Ende der Rückenflossenbasis. Der Schwanzstiel ist auffällig hoch, die Schwanzflosse fast bis zur Hälfte eingeschnitten. Insgesamt sind die Flossen bei europäischen Tieren gut abgerundet, bei chinesischen Unterarten mehr eckig. Das Maul ist sehr klein, oberständig und schräg aufwärts gerichtet. Die Seitenlinie verläuft nahezu gerade und durchgehend entlang der Körpermitte. Die Schlundzähne befinden sich in einer Reihe. Der Unterkiefer kann vorgestreckt werden und besitzt keine Barteln. Die großen Augen befinden sich in oder über der Körperlängsachse. Je nach Autor unterscheiden sich die Angaben zur Flossenformel. Baruš et al. (1984) gibt sie wie folgt an: Dorsale II–III/7, Anale II/6, Pectoralen I/11–14, Ventralen I.II/5. Die Seitenlinienschuppen werden mit 34 bis 38 (meist 36 bis 37) angegeben.

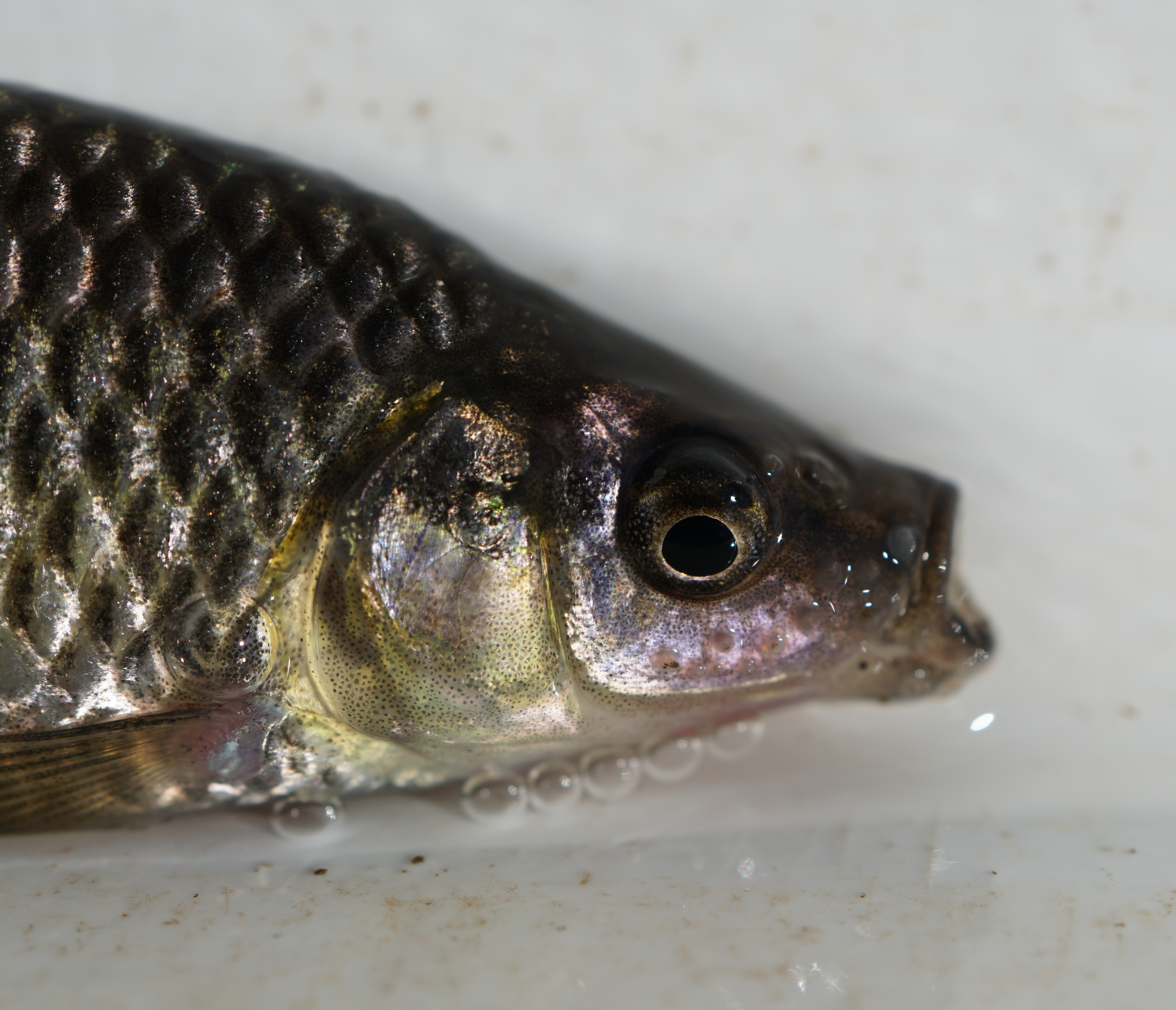
Der Blaubandbärbling hat ein oberständiges Maul

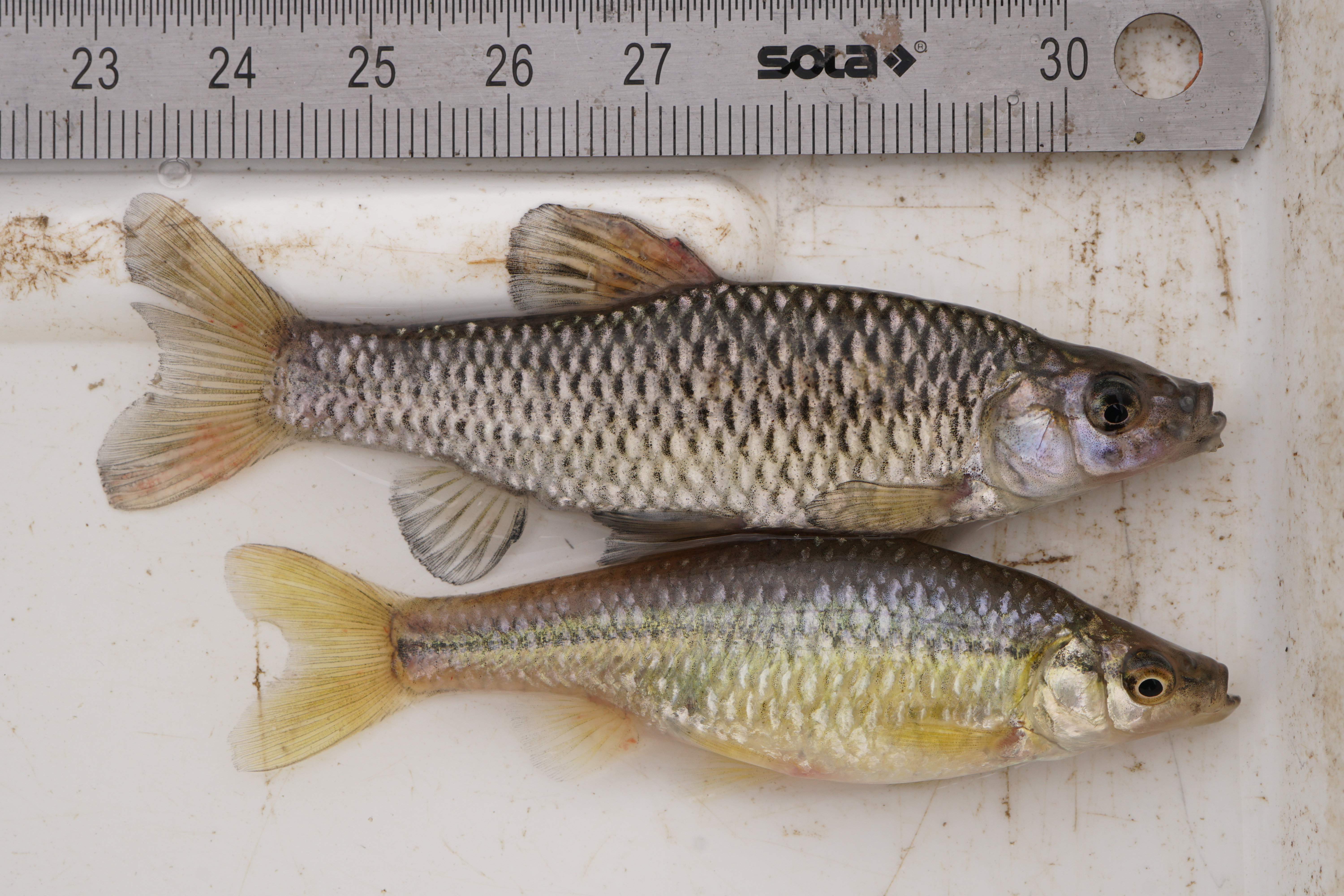
Der Blaubandbärbling kann zur Laichzeit untypische Farben annehmen

Eine weitere Besonderheit der Blaubandbärblinge ist, dass sie Geräusche erzeugen können. Diese sind meist über einige Meter zu hörende, ein bis drei Sekunden lange, knackende Laute in schneller Abfolge. Vor allem nachts werden diese abgegeben. Wie und warum die Fische sie erzeugen, ist bisher nicht bekannt.
Die morphologischen Merkmale können stark variieren, was dazu führte, dass diverse Unterarten unterschieden wurden (siehe auch: Etymologie und Systematik).
Das Alter frei lebender Tiere kann bis zu drei Jahre betragen. In Aquarien können die Tiere aufgrund der meist besseren Bedingungen bis zu fünf Jahre alt werden.

## Lebensraum
Blaubandbärblinge sind in der Lage, sehr verschiedene Habitate zu besiedeln. Es handelt sich also um einen Ubiquist. Dies zeigt sich bereits durch das große Areal des Vorkommens, den verschiedenen Lebensräumen, in denen die Art nachgewiesen werden konnte, sowie der Anpassungsfähigkeit. Von Kleingewässern in Überflutungsgebieten über Seen, Kanäle, Staugewässern und Talsperren, ehemalige Sandgruben, Fischteichen und andere anthropogene Gewässer wie Areks (offene Wasserkanäle in Großstädten) bis hin zu großen Flüssen wie der Donau können Blaubandbärblinge leben. Man geht davon aus, dass in wenig vom Menschen überformten Gebieten Blaubandbärblinge vor allem in stehenden Gewässern der Niederungen mit direkter oder temporärer (z. B. bei Hochwasser) Anbindung an Flüssen vorkommen. In der Regel meiden sie schnelle Strömungen, können sie aber dennoch durchqueren. Des Weiteren scheinen sie eutrophe Gewässer mit geringer Sichttiefe und viel Vegetation vorzuziehen. Dort können sie große Bestände bilden und dadurch die Wasserbeschaffenheit massiv beeinträchtigen. Durch eine gesteigerte Produktivität von Zooplankton werden dann submerse Makrophyten negativ beeinflusst. Dadurch kommt es zu großen Schwankungen im pH-Wert und des Sauerstoffgehaltes.

## Verbreitung
Der Blaubandbärbling stammt ursprünglich aus Asien und wurde von dort (aus dem unteren Jangtsekiang) wahrscheinlich unbeabsichtigt zusammen mit Graskarpfen (Ctenopharyngodon idella) und anderen wirtschaftlich interessanten Arten in den 1960er Jahren nach Rumänien eingeführt. Anfangs verbreitete er sich überwiegend im Einzugsbereich der Donau stromaufwärts. 1970 gab es erste Nachweise aus Ungarn, 1982 wurden Blaubandbärblinge erstmals in Österreich gefunden. Er wird besonders leicht mit anderen Arten im Zuge von Besatzmaßnahmen in Fischteiche eingeschleppt. Werden diese abgelassen, schaffen es die kleinen Blaubandbärblinge oft zu entkommen und gelangen so in natürliche Gewässer. Der erste Nachweis für Deutschland war in der Weißen Elster bei Wünschendorf im September 1984. Dort wurde neben adulten Tieren auch ein Jungtier gefangen, was eine Reproduktion vermuten lässt. Einige Jahre später berichteten verschiedene Autoren von Nachweisen in Niedersachsen oder dem Rhein, sodass davon auszugehen ist, dass die Art vor allem im Süden Deutschlands zu dieser Zeit schon recht verbreitet war. 1994 konnte der Blaubandbärbling auch im Neusiedler See nachgewiesen werden, wo er sich massenhaft vermehrt. Anscheinend beschränken sich die Funde in Europa auf große fischereilich genutzte Teichanlagen. Nachweise in natürlichen Gewässern konnten oft nicht wiederholt werden.
Aufgrund der starken Verbreitung durch den Menschen ist das heutige heimische (autochthone) Areal kaum noch zu rekonstruieren. Man geht davon aus, dass die Art ursprünglich von Taiwan bis zur Amur-Mündung und ca. zwischen dem 23. und 53. Breitengrad sowie in der Ost-West-Ausdehnung zwischen 100° und 140° östlicher Länge vorkam. Häufige Fundorte sind unter anderem Japan, die Volksrepublik China, Korea, Russland und Taiwan. Dieses große Areal und die damit verbundenen Klimaunterschiede verdeutlichen das Anpassungspotential der Art. Durch dieses konnte sie sich auch in anderen Regionen der Erde etablieren. Auch wird dadurch das Entstehen von Unterarten gefördert. Vorkommen von Blaubandbärblingen etwa in Kasachstan oder Usbekistan gelten bereits als gebietsfremd (allochthon). Im zentralasiatischen Festland fehlt die Art.
Das enorme Ausbreitungspotential der Art wird auf verschiedene Faktoren zurückgeführt: gute Anpassungsfähigkeit, schnelle Reproduktion (bis zu drei Generationen in einem Sommer), gute Entfaltung in eutrophen Gewässern, günstiger Körperbau, um auch in Fließgewässern zurechtzukommen, klebriger und damit leicht verschleppbarer Laich und die kleine unscheinbare Gestalt der Art, die dafür sorgt, dass sie oft übersehen und dann etwa mit anderen Fischarten zum Besatz von Gewässern verbracht wird.
Der Blaubandbärbling ist 2016 in die „Liste der unerwünschten Spezies“ für die Europäische Union aufgenommen worden.

## Nahrung
Blaubandbärblinge sind im Schwarm lebende Friedfische und ernähren sich überwiegend von Kleintieren, wie Insekten oder Jungfischen, sowie Fischeiern. Sie leben hauptsächlich von Zooplankton. Die Aufnahme größerer Nahrung ist schon durch die kleine Maulöffnung nicht möglich. Bei Nahrungsmangel werden auch Algenbeläge abgeweidet.

## Fortpflanzung und Entwicklung
Blaubandbärblinge haben eine hohe Reproduktionsrate. Die bis zu drei Jahre alt werdenden Tiere werden in der Regel bereits im ersten Jahr geschlechtsreif. Während der Fortpflanzungszeit nehmen die Männchen eine bläulich graue Farbe an und können relativ großen Laichausschlag um das Maul herum bekommen. Die Laichzeit ist von März bis Juni. Es werden Habitate mit viel Vegetation und ohne bzw. sehr wenig Strömung bevorzugt. Die Weibchen können in einem Jahr bis zu drei (selten vier) Mal laichen. Die Männchen reinigen vor der Eiablage den entsprechenden Untergrund, zum Beispiel Steine oder Pflanzen. Dann klebt das Weibchen die Eier in Ketten von bis zu 340 Eiern an diese Stellen. Die Laichabgabe erfolgt in 3 bis 4 Portionen. Die einzelnen Eier sind leicht elliptisch und bis zu 2 mm groß. Nach der Eiablage bewacht das Männchen diese bis zum Schlupf. Dieser erfolgt in Abhängigkeit von der Temperatur nach 6 bis 8 Tagen (bei 20 °C). Am zweiten Tag nach dem Schlupf beginnen die Jungfische selbstständig zu schwimmen und zu fressen. Sie sind dann etwa 7 mm groß. Im ersten Lebensmonat wachsen sie am stärksten. In dieser Zeit erreichen sie eine Größe von 20 bis 26 mm (Männchen).

## Etymologie und Systematik
Der Gattungsname Pseudorasbora heißt übersetzt ‚falsche Rasbora‘. Rasbora wiederum ist der Name, den die Hindus der gattungstypischen Art gegeben haben. Das Artepitheton parva lässt sich mit ‚klein‘ übersetzten.
Neben dem deutschen Namen Blaubandbärbling gibt es noch eine Reihe weiterer Bezeichnungen. So wurden beispielsweise Pseudokeilfleckbarbe, Amurbärbling, Pseudorasbora, Bunter Gründling oder auch Asiatischer Gründling verwendet.
Aufgrund der Variabilität in den äußeren Merkmalen, wurden diverse Unterarten unterschieden:
- P. p. altipinna Nichols, 1925
- P. p. depressirostris Nichols, 1925
- P. p. parvula Nichols, 1929
- P. p. tenuis Nichols, 1929
- P. p. fowleri Nichols, 1925
- P. p. monstrosa Nichols, 1925
- P. p. parva Nichols.

Diese sind aber nicht durchgängig akzeptiert. Spätere Untersuchungen zeigten, dass es sich auch um Varianten dieser polymorphen Art handeln kann. Eine Klärung dieser Problematik steht noch aus.

## Bedeutung
Durch ihr Ausbreitungspotential ist vor allem der negative Einfluss der Blaubandbärblinge auf die heimische Flora und Fauna zu nennen. Durch Veränderung der Wasserbeschaffenheit und als Nahrungs- und Lebensraumkonkurrent für Fische mit ähnlichen Ansprüchen können sie heimischen Arten gefährlich werden und somit zu einer Artenverarmung der Gewässer beitragen. Dazu werden sie durch das Fehlen spezifischer Parasiten oder Prädatoren oft begünstigt. Detaillierte Untersuchungen liegen dazu aber noch nicht vor.
Als Speisefisch sind Blaubandbärblinge in Mitteleuropa aufgrund ihrer geringen Größe weniger geeignet. In anderen Regionen der Erde werden jedoch auch Kleinfische zubereitet und verzehrt. Allerdings ist diese Nutzungsart unbedeutend. Wichtiger dagegen könnte die Nutzung als Futtermittel sein. Entweder als Futterfisch für Fischzuchten oder als Köderfisch für Angler sind Blaubandbärblinge gut geeignet. Aufgrund fehlender Naturschutzbestimmungen bzw. daraus resultierender Einschränkungen bietet sich diese Verwendung an. Dabei ist aber zu beachten, dass eine solche Nutzung zur weiteren Ausbreitung mit den entsprechenden negativen Folgen beitragen kann.
Für die Aquarienhaltung sind Blaubandbärblinge sehr gut geeignet. Sie bieten mit ihrer Anspruchslosigkeit und Anpassungsfähigkeit gute Voraussetzungen, um auch Nachzuchten zu erzeugen. Allerdings sind sie farblich wenig auffällig und daher nicht sehr bedeutend.
Man bekommt Blaubandbärblinge in Deutschland als Futter-, Aquarien- und Köderfisch im Handel zu kaufen.
Der Blaubandbärbling ist zweiter Zwischenwirt des Saugwurms Metagonimus katsuradai, der bei Hunden eine Metagonimose auslösen kann, und des Saugwurms Centrocestus armatus. Auch Menschen können sich beim Verzehr von rohen oder ungenügend erhitzten Blaubandbärblingen mit diesen Darmegeln anstecken.